# Miriam Toews
Miriam Toews (/ˈteɪvz/; Steinbach, 21 maggio 1964) è una scrittrice canadese.
Miriam Toews ha vinto prestigiosi premi letterari tra cui il Governor General's Literary Award per il libro Un complicato atto d'amore (A Complicated Kindness) e il Rogers Writers' Trust Fiction Prize per In fuga con la zia (The Flying Troutmans) e I miei piccoli dispiaceri (All My Puny Sorrows). In Italia, I miei piccoli dispiaceri ha vinto il premio per la narrativa straniera del Premio Sinbad degli editori indipendenti. Ha inoltre avuto un ruolo di attrice protagonista nel film Luz Silenciosa, diretto da Carlos Reygadas, esperienza che ha ispirato il suo quinto romanzo, Mi chiamo Irma Voth (Irma Voth). I suoi libri sono stati tradotti in diverse lingue: oltre all'italiano, in tedesco, francese, portoghese, spagnolo, olandese, serbo, ceco, ungherese, danese, norvegese, svedese, ebraico, turco e mandarino.

## Biografia
Miriam Toews è nata nel 1964 a Steinbach in Manitoba, in una comunità mennonita. Il padre di Miriam Toews, Melvin C. Toews, era un discendente diretto di uno dei primi coloni di Steinbach, Klaas R. Reimer (1837-1906), arrivato in Manitoba nel 1874 dall'Ucraina. Miriam Toews ha lasciato Steinbach all'età di diciotto anni, e ha vissuto a Montréal e a Londra prima di stabilirsi a Winnipeg. Ha ottenuto una laurea in Lettere e Cinema (Film Studies) presso l'Università di Manitoba e una laurea in Giornalismo ottenuta all'University of King's College, Halifax.
Il padre di Miriam Toews si è tolto la vita nel 1998, e la tragedia è stata fonte d'ispirazione di un libro in cui la scrittrice lo fa parlare in prima persona e intitolato Swing Low: A Life (2000). L'unica sorella di Miriam Toews, Marjorie, si è suicidata nel 2010, a quasi 12 anni di distanza dalla morte del padre.

## Stile e Temi
Miriam Toews è ben nota per la sua abilità nel combinare un umorismo sardonico con un'intensità di sentimenti talvolta devastante. Al centro del suo lavoro c'è sempre la famiglia. In particolare, si tratta di famiglie divise, che vivono sotto la minaccia di qualcuno o di qualcosa, dove i genitori sono scomparsi o spariti nel nulla per un suicidio, un incidente o per eventi misteriosi, e dove quelli che sono rimasti devono imparare a tenere la famiglia unita, nonostante il dolore per la perdita dei propri cari.
La stessa autrice rivela in un'intervista: “Molti dei miei personaggi sono in cerca della libertà in un modo o nell'altro. Di solito è la semplice libertà da un controllo esterno che diventa poi il veicolo per orizzonti più ampi e lontani... Entrambi, la vita e il viaggio, richiedono fede, curiosità, coraggio e un intenso desiderio di essere liberi. Liberi dalla tirannia, dal potere senza autorevolezza, dalla meschinità di certi adulti, dalle convenzioni sociali e dalle nostre stesse paure e ansie.”
Di certo segnata dall'origine mennonita, Miriam Toews spesso mette in evidenza la sua esperienza mostrando tutta la perniciosa influenza del fondamentalismo religioso sull'individuo. "Credo che l'idea della fuga, dell'esilio, di lasciare un posto, sia qualcosa su cui ho meditato a lungo."
Riferendosi al secondo romanzo di Toews, Un tipo a posto, Gianni Biondillo scrive: "L'autrice sembra dirci, con la sua scrittura godibile e senza fronzoli letterari, al limite del colloquiale, che per quanto si cerchi di portare a termine un piano, grande o piccino che sia, la vita si metterà in mezzo di continuo, per depistarci, per stupirci. Che occorre vivere con meno ansia, cogliendo i frutti golosi e inaspettati del caso, piuttosto che quelli amari degli illusori progetti della ragione."

## Attività letteraria

### Un tipo a posto
Toews ha scritto il suo primo romanzo, Summer Of My Amazing Luck (1996), mentre lavorava come giornalista freelance. Il romanzo è stato selezionato per il McNally Robinson Book of the Year Award, un premio Miriam Toews avrebbe poi vinto con il suo secondo romanzo, Un tipo a posto (titolo originale: A Boy of Good Breeding).
Un tipo a posto racconta la storia di Hosea Funk, sindaco della cittadina immaginaria di Algren, in Manitoba, che con i suoi 1 500 abitanti è “la città più piccola del Canada”. Il Primo Ministro è atteso in città per il riconoscimento ufficiale dell'onorificenza, e diventa l'ossessione di Funk mantenere nella sua cittadina il numero di millecinquecento abitanti, non uno di più, non uno di meno.

### Un complicato atto d'amore
Un complicato atto d'amore è il terzo romanzo di Miriam, acclamato a livello nazionale e internazionale. È stato finalista alla premiazione del Scotiabank Giller Prize e ha vinto il più prestigioso premio letterario del Canada: il Governor General's Award per la Fiction. Dalla sua uscita in Canada, nel 2004, per oltre un anno è stato nella lista dei libri più letti e ha vinto l'edizione del CBC Canada Reads (2006), il primo romanzo di una autrice donna a vincere il premio.
Il romanzo è ambientato a East Village, un piccolo paese di religione mennonita, molto simile a Steinbach, dov'è nata la scrittrice. Chi narra è Nomi Nickel, una curiosa e provocatoria ragazzina di 16 anni che sogna Lou Reed nel “vero” East Village di New York. Vive sola con il padre sofferente a seguito della partenza-fuga di metà della famiglia, "la metà più bella": sua sorella maggiore e sua madre. A differenza di suo padre, che è un devoto membro della chiesa del paese, Nomi è ribelle per natura e ciò la porta ad entrare in conflitto con varie autorità della città, in particolare con Hans Rosenfeldt, il parroco bigotto della chiesa del paese.

### In fuga con la zia
Il quarto romanzo della scrittrice, In fuga con la zia è stato finalista per Orange Prize sezione Fiction e ha vinto il Rogers Writers' Trust Fiction Prize dove alla premiazione il giudice ha dichiarato che il romanzo è “un brano d'amore dedicato ai giovani che provano ad affrontare il vulcano delle emozioni degli adulti”.
In fuga con la zia racconta del viaggio dalla ventottenne Hattie con la nipote teenager e il nipote undicenne, iniziato dopo aver appreso che sua sorella Min sta per essere ricoverata in un ospedale psichiatrico. Sopraffatta dalla responsabilità, Hattie mette in atto un piano mal concepito per ritrovare il tempo perduto e il padre dei suoi nipoti in California.

### Mi chiamo Irma Voth
Con il suo quinto romanzo, Mi chiamo Irma Voth, Toews torna all'ambiente mennonita.
Irma, diciannove anni, vive sola nel deserto del Messico: suo padre l'ha relegata in un casolare ai margini della comunità mennonita di cui fanno parte. Irma ha sposato un messicano, uno scandalo per il paese, ma suo padre ce l'aveva con lei già da prima, da quando aveva cominciato a crescere e a pensare. Il mondo di Irma si trasforma quando un regista visionario da Città del Messico arriva a fare un film su mennoniti. Irma è assunta come traduttrice per la protagonista femminile del film e il suo coinvolgimento con la troupe del film la porta ad entrare in conflitto con il padre , ma allo stesso tempo la aiuta a capirsi e a comprendere meglio il suo posto nel mondo.
Il romanzo si ispira all'esperienza di Miriam Toews come attrice protagonista del film Luz Silenciosa, un film scritto e diretto dal regista messicano Carlos Reygadas. Girato nello stato settentrionale messicano di Chihuahua. Il film descrive la stessa comunità mennonita presentata nel romanzo, e ha vinto numerosi premi, tra cui il Premio della giuria al Festival di Cannes. Miram Toews è stata inoltre nominata come miglior attrice protagonista all'Ariel Awards del Messico per la sua performance.

### I miei piccoli dispiaceri
Il romanzo I miei piccoli dispiaceri racconta il forte legame tra due sorelle, Elfreida (Elf) e Yolandi (Yoli) cresciute in una comunità conservatrice e mennonita e accudite da genitori amorevoli e curiosi. Yoli, la voce narrante nel libro, ha sempre vissuto all'ombra della sorella Elf, una pianista, donna di talento, bellissima e amata dal marito. Yoli si sente invece una fallita, come scrittrice e come donna separate, con due figli avuti da due precedenti relazioni. Eppure Elf, alla vigilia di un tour di concerti di livello internazionale, è al secondo tentativo di suicidio, e nel romanzo ci si chiede come si può voler bene a qualcuno che ha deciso morire e a cui si è profondamente legati.
Con I miel piccoli dispiaceri, Toews è la vincitrice della sezione Narrativa straniera del Premio Sinbad Archiviato l'8 ottobre 2015 in Internet Archive., Città di Bari 2015. Il premio è stato assegnato da una giuria composta da scrittori e giornalisti, Concita De Gregorio, Michela Murgia, Marco Missiroli, Simonetta Bitasi e Nicola Lagioia. Le motivazioni della giuria: 
"Ci sono le famiglie felici, ma con quelle non ci si fa un romanzo. Poi ci sono famiglie come quella di Elf e Yoli, dove pazzia, dramma, melodramma, tragedia e commediaccia sono un tutt'uno. Miriam Toews racconta molto bene la nostra disfunzionalità quotidiana, alterna i registri e ci restituisce più di un'esistenza tridimensionale. Personaggi in cui è possibile specchiarsi".
I miei piccoli dispiaceri ha vinto anche il prestigioso Rogers Writers' Trust Fiction Prize, e in occasione del premio la giuria ha così commentato: “(…) Miriam Toews, una brillante alchimista della letteratura che riesce a svelare tutta la gioiosa e commovente umanità dei suoi personaggi, ha scritto un romanzo di una profondità sorprendente. Leggere questo libro è un'esperienza indimenticabile."
Il romanzo ha riscosso un notevole successo di critica e di pubblico in Canada, nel Regno Unito, e negli Stati Uniti: era nella lista dei migliori romanzi dell'anno 2014 per il The Globe and Mail, The Boston Globe, The Washington Post, The New Republic, e The Daily Telegraph,  ed è stato finalista dell'edizione 2014 del Premio Giller, dell'edizione 2015 del Premio Rathbones Folio per la Letteratura, e del Wellcome Book Prize.
Daria Bignardi su Vanity Fair ha scritto: "I miei piccoli dispiaceri toglie il fiato per quanto è brillante e poetico e persino divertente, ma anche per la lucidissima capacità di Miriam Toews di descrivere una malattia mentale che coinvolge un'intera famiglia.”

## Opere

### Romanzi
- La mia estate fortunata, (Summer of My Amazing Luck, 1996), trad. di Claudia Tarolo, Milano, Marcos y Marcos, 2019.
- Un tipo a posto (A Boy of Good Breeding, 1998), trad. di Daniele Benati, Milano, Marcos y Marcos, 2013, ISBN 978-88-7168-669-1.
- Un complicato atto d'amore, (A Complicated Kindness, 2004), trad. di Monica Pareschi, Milano, Adelphi, 2005, ISBN 978-88-459-1981-7; Milano, Marcos y Marcos, 2017; Torino, Einaudi, 2025.
- In fuga con la zia (The Flying Troutmans, 2008), trad. di Claudia Tarolo, Milano, Marcos y Marcos, 2008, ISBN 978-88-7168-516-8
- Mi chiamo Irma Voth (Irma Voth, 2012), trad. di Daniele Benati, Milano, Marcos y Marcos, 2011, ISBN 978-88-7168-629-5
- I miei piccoli dispiaceri (All My Puny Sorrows, 2014), Marcos y Marcos: 2015 (trad. Maurizia Balmelli) ISBN 978-88-7168-713-1
- Donne che parlano (Women Talking, 2018), Marcos y Marcos, 2018 (trad. Maurizia Balmelli)
- Notte di battaglia (Fight Night, 2021), trad. di Maurizia Balmelli, Collana Supercoralli, Torino, Einaudi, 2022, ISBN 978-88-062-5160-4.

### Saggistica
- Swing Low (Swing Low: A Life, 2000), trad. di Maurizia Balmelli, Milano , Marcos y Marcos, 2021.

## Premi e riconoscimenti
- 1996 John Hirsch Award, vincitrice per Summer of My Amazing Luck
- 1998 McNally Robinson Book of the Year Award, vincitrice per A Boy of Good Breeding
- 2004 Governor General's Award, vincitrice per A Complicated Kindness
- 2004 Giller Prize, finalista per A Complicated Kindness
- 2006 International IMPAC Dublin Literary Award, (longlist) per A Complicated Kindness
- 2006 Vincitore CBC Canada Reads 2006, per A Complicated Kindness
- 2006 Laurea ad honorem in Lettere presso l'Università di Brandon, Brandon, Manitoba
- 2007 Ariel Award, Miglior nomination attrice per Luz Silenciosa
- 2008 Rogers Writers' Trust Fiction Prize, vincitrice per The Flying Troutmans
- 2009 Orange Prize for Fiction, (longlist) per The Flying Troutmans
- 2010 Writers Trust Engel/Findley Award per Body of Work
- 2010 Honorary Doctorate of Civil Law presso l'Università di King's College, Halifax, Nova Scotia, Canada
- 2013 The Order of Manitoba
- 2014 Rogers Writers' Trust Fiction Prize, vincitrice per All My Puny Sorrows
- 2014 Scotiabank Giller Prize, finalista per All My Puny Sorrows
- 2015 Folio Prize for Literature, finalista per All My Puny Sorrows
- 2015 Wellcome Book Prize, finalista per All My Puny Sorrows
- 2015 Premio Sinbad Archiviato l'8 ottobre 2015 in Internet Archive. vincitrice,[28] narrativa straniera per I miei piccoli dispiaceri